# ベッサスタージル
ベッサスタージル (氷語: Bessastaðir、「牡熊の土地」の意) は、アイスランド大統領の公邸である。アイスランドのアゥルタネース半島にあり、首都であるレイキャヴィークからも近い。アイスランド議会であるアルシングや空港、大学のあるレイキャヴィークの中心地から狭い湾をはさんだ向かい側にあり、直線距離では数 km である。

## 歴史
1241年にスノッリ・ストゥルルソンが暗殺されて以降、ノルウェー王国がベッサスタージルの領有を主張し、城として、あるいはノルウェー王のもっとも地位の高い家臣の住居として使われていた。1761年から1766年の間に、現在の大統領公邸の元になる建築物が建てられた。18世紀前半にはしばらくのベッサスタージル・ラテン語学校の校舎として使われたが、1944年に大統領に寄進されたときには普通の農地になっていた。ベッサスタージルという名前は1940年にこの地を購入し1941年に寄進したシグルズル・ヨナソン・ベッサスタージル (Sigurður Jónasson Bessastaðir) に由来する。

## ギャラリー

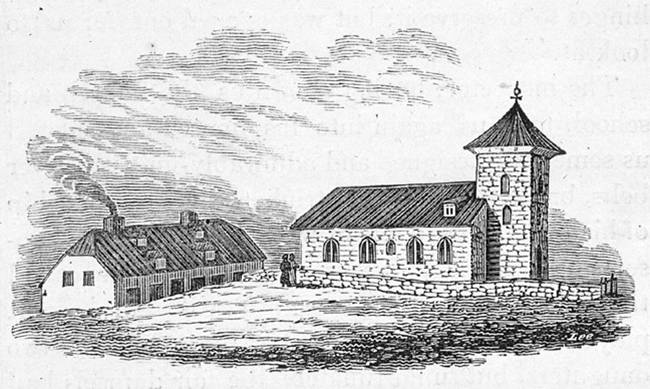
1834年のベッサスタージルの様子
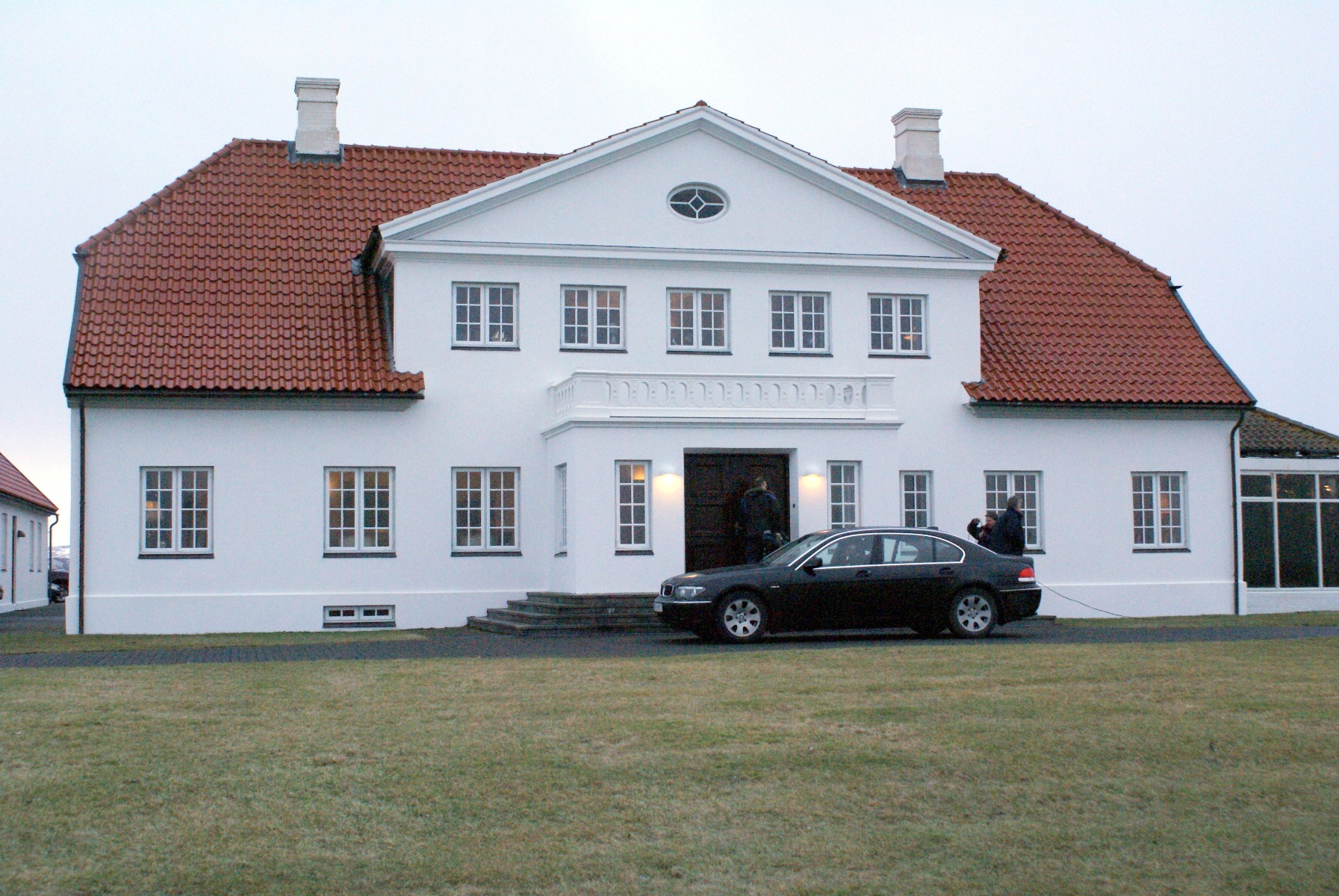
大統領公邸の正面 (2009年)
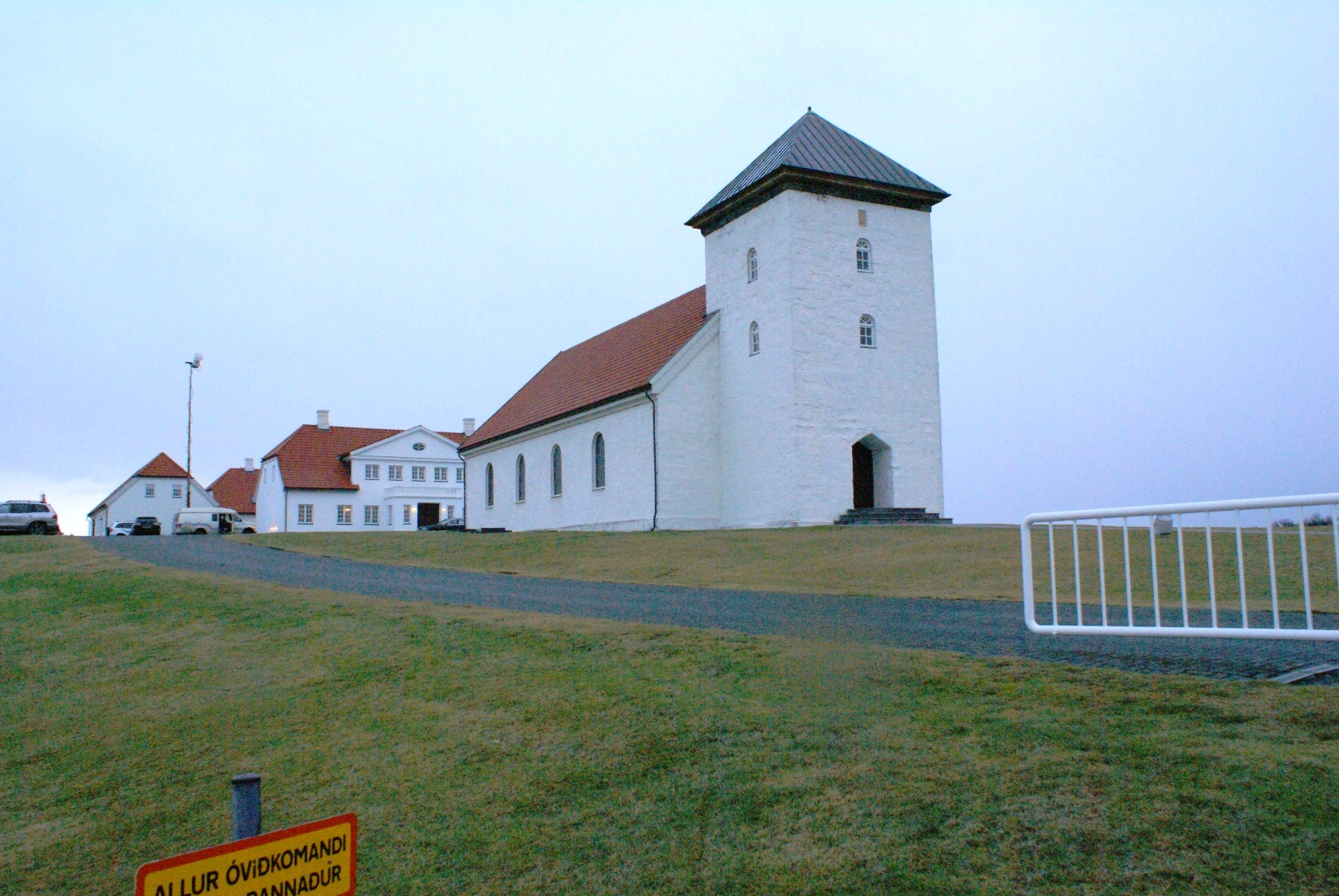
大統領公邸 (2008年)